# Vernon Dalhart
Vernon Dalhart (6 d'abril de 1883 - 14 de setembre de 1948), nascut Marion Try Slaughter, va ser un cantant i compositor de música country molt popular als Estats Units durant la primera part del segle xx. La seua producció va tenir una de les influències més marcades i durables a l'àmbit de la música country.

## Biografia

### Joventut
Dalhart nasqué a Marion County, Jefferson (Texas). S'inventà el seu nom d'artista a partir de dos pobles, Vernon i Dalhart de l'estat de Texas, entre els quals es va criar cap el 1890. El pare de Dalhart, Robert Marion Slaughter havia mort arran d'una baralla amb el seu cunyat, Bob Castleberry, quan el jove Vernon només tenia deu anys.
Quan Vernon tenia dotze o tretze anys, la família es va traslladar de Jefferson a Dallas. L'adolescent, que ja sabia tocar la guimbarda i l'harmònica, rebé classes de cant al Conservatori de Música de Dallas.
Es va casar amb Sadie Lee Moore-Livingston el 1901 i tingueren junts dos infants, un fill i una filla. Al voltant del 1910 se n'anaren a Nova York. Trobà feina a un magatzem de pianos i va tenir treballs ocasionals com a cantant. Un dels seus primers papers fou a una òpera de Giacomo Puccini: La fanciulla del West; i més tard interpretà el paper de Ralph Rackstraw en una producció de HMS Pinafore. També actuà a l'obra Madama Butterfly fent-hi el Lloctinent Pinkerton.

### Carrera professional
L'educació de Dalhart estava arrelada en la música clàssica. Volia ser cantant d'òpera. La seua carrera començà quan va llegir un anunci al diari local demanant cantants i s'hi va presentar. Fou audicionat per Thomas Alva Edison; i va gravar molts discos per Edison Records. De 1916 a 1923, amb diversos pseudònims, va fer més de 400 enregistraments de música clàssica lleugera i veus per bandes de ball per a diverses discogràfiques. Ja era un cantant establert quan començà els seus primers enregistraments de música country que van cimentar el seu lloc a la història de la música.
El 1924 l'enregistrament per Dalhart de "The Wreck of the Old 97" —una balada clàssica sobre el descarrilament del tren no.97 "Fast Mail" de Southern Railway el 27 de setembre de 1903 a prop de Danville (Virgínia de l'Oest)— per a la discogràfica Victor Talking Machine Company, obtingué un èxit fenomenal, la qual cosa va alertar les discogràfiques americanes de l'existència d'un mercat potencial considerable per a l'estil country. Aquesta fou la primera cançó del sud que va assolir un èxit a tots els Estats Units. El single de doble cara va vendre més de set milions de còpies, una xifra colossal per un disc a la dècada de 1920. Va ser el single més venut de la seva època i dels primers setanta anys de la música gravada. Joel Whitburn va determinar a la revista Billboard que la cançó "The Prisoner's Song" havia estat la número 1 en vendes durant dotze setmanes entre 1925 i 1926. L'any 1998, "The Prisoner's Song" fou guardonada amb un Grammy Hall of Fame Award i el Recording Industry Association of America la va designar com una de les Cançons del Segle.
Va gravar discos amb diferents pseudònims. A Grey Gull Records sovint feu servir el pseudònim Vel Veteran, que va ser, això no obstant, també utilitzat per altres cantants, entre els quals Arthur Fields (Fields també feu servir el pseudònim "Mr. X"). Es creu que Dalhart va cantar a més de 5.000 singles (de 78 rpm) de diferents discogràgiques.
Per alguns, l'accent del sud de Dalhart semblava artificial. En una entrevista el 1918 Dalhart va dir, "Quan has nascut i t'has criat al Sud el teu únic problema és parlar d'una altra manera... la persona del Sud parla quasi com un negre, fins i tot quan és blanc. Vaig trencar amb l'hàbit, més o menys, en la conversa habitual, però encara em surt fàcilment."
Tot i que alguns puristes de la música country van veure sempre a Dalhart amb certa sospita a causa dels orígens com a cantant d'òpera i un estil vocal més proper al pop que al country, va ingressar al Nashville Songwriters Hall of Fame el 1970, al Country Music Hall of Fame el 1981 i al Gennett Records Walk of Fame el 2007.
Dalhart va morir a Bridgeport (Connecticut) el 1948 i fou enterrat a la mateixa ciutat al cementiri Mountain Grove de Bridgeport.